# Masse de Pujol
Die Masse de Pujol ist ein kleiner Fluss im Südwesten von Frankreich, der im Département Lot-et-Garonne der Region Nouvelle-Aquitaine südlich der Stadt Villeneuve-sur-Lot verläuft.

## Geografie

### Verlauf
Die Masse de Pujol entspringt unter dem Namen Ruisseau de Fontirou im östlichen Gemeindegebiet von Castella, entwässert generell Richtung Nordnordwest und mündet nach insgesamt rund 15 Kilometern im Gemeindegebiet von Bias als linker Nebenfluss in den Lot. Im Unterlauf zweigt ein Seitenarm mit dem Namen Ruisseau de Lasgourgue rechts ab.

### Orte am Fluss
(Reihenfolge in Fließrichtung)
- Mazet, Gemeinde Castella
- Perry, Gemeinde Castella
- Gazelle, Gemeinde Saint-Antoine-de-Ficalba
- Bonnefoux, Gemeinde Pujols
- Les Clots de Baléry, Gemeinde Sainte-Colombe-de-Villeneuve
- Pujols
- Petit Paren, Gemeinde Bias
- Bias